# Plectritis ciliosa
Plectritis ciliosa là một loài thực vật có hoa trong họ Kim ngân. Loài này được (Greene) Jeps. miêu tả khoa học đầu tiên năm 1925.